# Sân bay Shahid Ashrafi Esfahani
{{#coordinates:}}: vĩ độ không hợp lệ
Sân bay Shahid Ashrafi Esfahani (IATA: KSH, ICAO: OICC) là một sân bay ở Kermanshah, Iran. Sân bay này có 1 đường băng dài 3419 m bề mặt asphalt

## Các hãng hàng không và các tuyến điểm
- Iran Air (Tehran-Mehrabad)
- Iran Air Tours (Mashad)
- Iran Aseman Airlines (Mashad, Tehran-Mehrabad)
- Mahan Air (Asaloyeh)